# Leptodrassus
Genre
Leptodrassus est un genre d'araignées aranéomorphes de la famille des Gnaphosidae.

## Distribution
Les espèces de ce genre se rencontrent en Europe, en Afrique et au Proche-Orient.

## Liste des espèces
Selon World Spider Catalog (version 17.5, 06/11/2016) :
- Leptodrassus albidus Simon, 1914
- Leptodrassus bergensis Tucker, 1923
- Leptodrassus croaticus Dalmas, 1919
- Leptodrassus diomedeus Caporiacco, 1951
- Leptodrassus femineus (Simon, 1873)
- Leptodrassus fragilis Dalmas, 1919
- Leptodrassus licentiosus Dalmas, 1919
- Leptodrassus punicus Dalmas, 1919
- Leptodrassus strandi Caporiacco, 1947
- Leptodrassus tropicus Dalmas, 1919

## Publication originale
- Simon, 1878 : Les arachnides de France. Paris, vol. 4, p. 1-334 (texte intégral).